# Kamen Rider Stronger
Kamen Rider Stronger (仮面ライダーストロンガー Kamen Raidā Sutorongā) – japoński serial tokusatsu, piąta część cyklu Kamen Rider. Serial powstał przy współpracy Ishimori Productions oraz Toei Company. Emitowany był na kanale MBS i TBS od 5 kwietnia 1975 do 27 grudnia tego samego roku, liczył 39 odcinków.
W zamierzeniach twórcy sagi, Shōtarō Ishinomoriego, Stronger miał być ostatnim serialem Kamen Rider. Główny bohater, wraz ze swymi sześcioma poprzednikami należy do grupy Siedmiu Legendarnych Riderów.

## Fabuła
Po śmierci swojego przyjaciela Shigeru Jou postanawia dołączyć do szajki terrorystów-mutantów zwanej Black Satan, która obiecała mu otrzymanie wielkiej siły do pomszczenia kolegi. Jednakże Shigeru wie, że to właśnie Black Satan dokonała mordu, więc decyduje się na przerobienie się na wojownika, zdobywa nową moc, ucieka przed wypraniem mózgu i staje do walki z potworami jako Kamen Rider Stronger. Krótko po ucieczce Shigeru spotyka Yuriko Misaki - kobietę która została przerobiona w cyborga zwaną Tackle. Wspólnie z nią walczy przeciwko Black Satan a po ich klęsce z Armia Dezla. Wsparcia Shigeru udziela Tobei Tachibana, a w ostatnim odcinku także jego poprzedni podopieczni.

## Bohaterowie
- Shigeru Jō/Kamen Rider Stronger (城 茂/仮面ライダーストロンガー Jō Shigeru/Kamen Raidā Sutorongā)
- Yuriko Misaki/Tackle
- Tōbei Tachibana

## Obsada
- Shigeru Jō/Kamen Rider Stronger: Shigeru Araki(inne języki)
- Tōbei Tachibana: Akiji Kobayashi(inne języki)
- Yuriko Misaki/Tackle: Kyōko Okada(inne języki)
- Tytan: Akira Hamada(inne języki)
- Wielki Wódz: Gorō Naya
- Generał Cień: Hidekatsu Shibata (głos)
- Marszałek Maszyna: Osamu Ichikawa(inne języki) (głos)